# Pierre-Charles Dusillion
Pierre-Charles Dusillion, né à Paris le 30 mai 1804 et mort dans sa ville natale le 31 décembre 1878, est un architecte français.

## Biographie
Pierre-Charles Dusillion est issu d'une famille lilloise originaire de Savoie dont l'un des membres les plus connus est le peintre Jean-Baptiste Dusillion (vers 1748-1788). Le père de Pierre-Charles, César-Auguste Dusillion (1769-vers 1835), est un collaborateur de l'architecte Antoine Vaudoyer, qui parraine l'admission du jeune homme à l’École des Beaux-Arts en 1823.
Élève de Vaudoyer et de Lebas, Pierre-Charles Dusillion est employé comme inspecteur-architecte sur plusieurs grands chantiers publics parisiens avant de devenir l'assistant de Joseph-Antoine Froelicher lors de la construction du Collège latin de Neuchâtel (vers 1828-1835).
Suivant l'exemple de Froelicher, Dusillion travaillera principalement pour l’aristocratie légitimiste du faubourg Saint-Germain après s'être établi à son compte vers 1835. À cette époque, il contribue à lancer le style néo-Renaissance à Paris en concevant l'immeuble du no 8 (aujourd'hui 14) de la rue Vaneau pour l'entrepreneur Genaille. En 1842, il s'installe non loin de cette première grande réalisation après s'être édifié une maison au no 9 de la rue de Chanaleilles.
Au milieu du siècle, Dusillion travaille aussi bien à l'étranger qu'en province, où il construit et remanie plusieurs châteaux. Celui d'Azay-le-Rideau lui doit son achèvement ainsi que son aspect actuel. Auteur de projets pour l'église et le temple Saint-Étienne de Mulhouse (finalement abandonnés au profit de ceux de Jean-Baptiste Schacre), il établit dans cette ville une succursale de son agence, dont il confie la direction à son collaborateur et associé, le suisse Frédéric-Louis de Rutté. On doit notamment à cette agence mulhousienne la villa Vaucher (plus tard Vaucher-Lacroix), construite en 1866.

## Œuvre

### Paris et environs

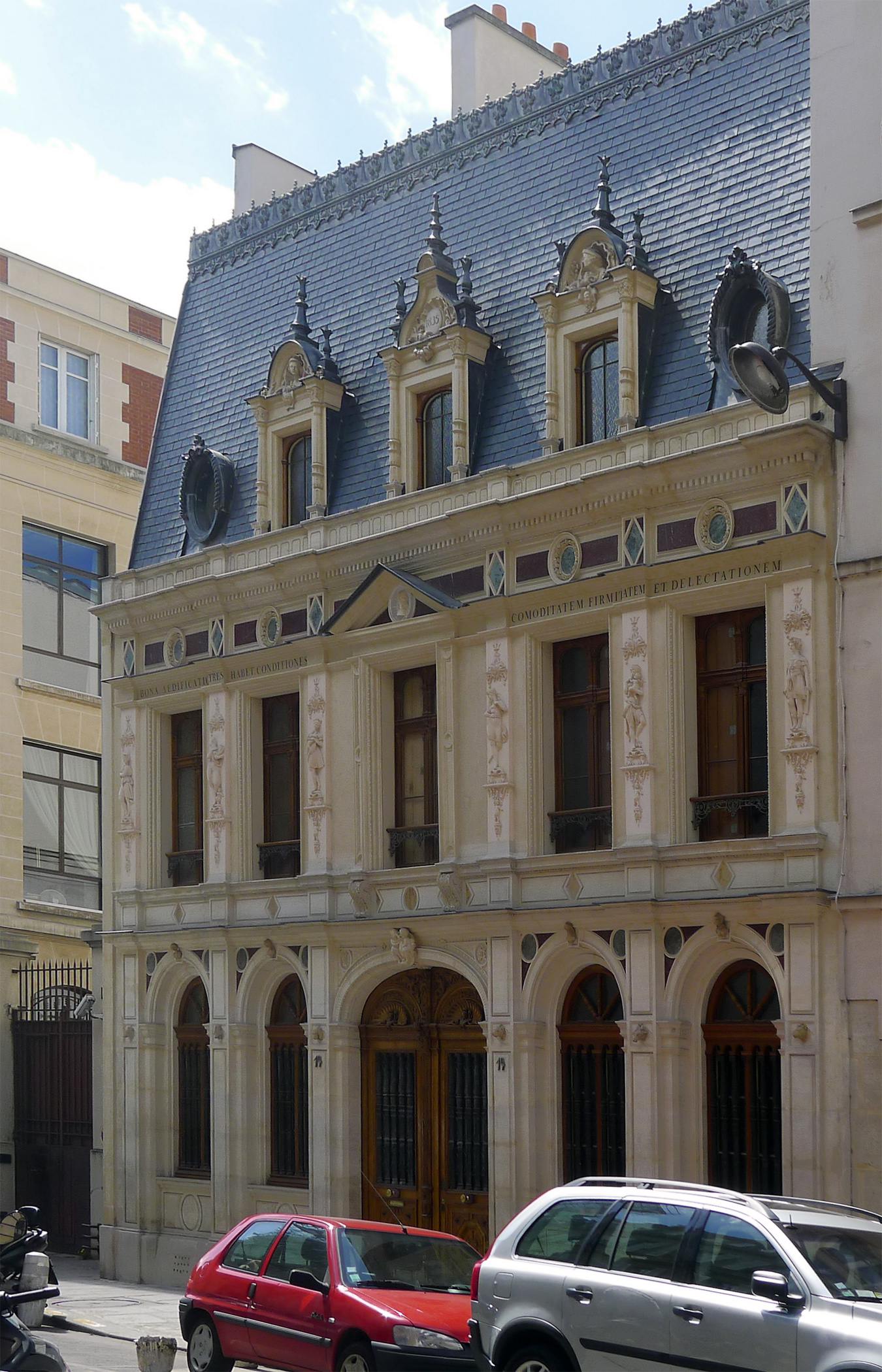
no 14 de la rue Vaneau (1835).

- no 14 (anciennement no 8) de la rue Vaneau (1835). Les reliefs sont dus à Dominique Molknecht[3].
- Café de la Banque de France, place des Victoires (1839)[7].
- Hôtel particulier, quartier Beaujon, dont Arsène Houssaye fut l'un des propriétaires (construit vers 1840)[7].
- Maison de campagne à Passy (Seine), rue Singer (1841).
- no 9 de la rue de Chanaleilles (1842, agrandie en 1847 et 1868 au no 11)[4].
- no 27, rue de Marignan (vers 1861)[6].
- Buffet de l'Univers et pavillon-glacier du jardin réservé occupés par le restaurateur Gousset à l'Exposition universelle de 1867[8],[9].
- no 70-70bis, rue de l'Université (1870)[6].
- no 5, rue Jean-Goujon (reconstruction en 1876)[6].

### Province
- Remaniements du château de Thoiry (surélévation du pavillon de l'escalier, transformation de la façade sur jardin et du décor intérieur, construction d'une chapelle et de dépendances), pour le marquis Léonce de Vogüé (1834-1837)[5].
- Château de Regnière-Écluse, pour le comte Hermann d’Hinnisdal (1838-1839)[10].
- Château de Soquence, à Sahurs, pour le marquis de Bonneval (1840)[10].
- Extension néogothique du château d'Ussé pour la comtesse de Rochejacquelein (vers 1840)[10].
- Mairie-école de Thoiry (Yvelines) (1843)[7].
- Reconstruction de la grande tour et construction d'une tour d'angle du château d'Azay-le-Rideau, pour le marquis de Biencourt (entre 1845 et 1856)[5].
- Restauration du château de Condé-sur-Iton, pour Alfred Mosselman (1845)[6].
- Chalet à Mulhouse, pour M. Dollfus (1851)[6].
- Maison à Mulhouse, pour M. Schwartz (1852)[6].
- Château du Hasenrain, à Mulhouse, pour André Koechlin (1852-1854)[6].
- Reconstruction du château de la Rochebeaucourt, pour Louis-Hector de Galard de Brassac de Béarn (1853-1859)[6].
- Château de Saint-Léger (Pas-de-Calais), pour le marquis d'Aoust (1855)[11].
- Restauration du château de Commarin (années 1850)[6].
- Église Notre-Dame d'Ussé (projet de 1856, réalisée en 1860 par Gustave Guérin)[10].
- Villa à Mulhouse, rue du Zoo, pour Charles Mansbendel (avant 1860).
- Restauration du château de Torcy (Pas-de-Calais) (1860)[6].

### Etranger

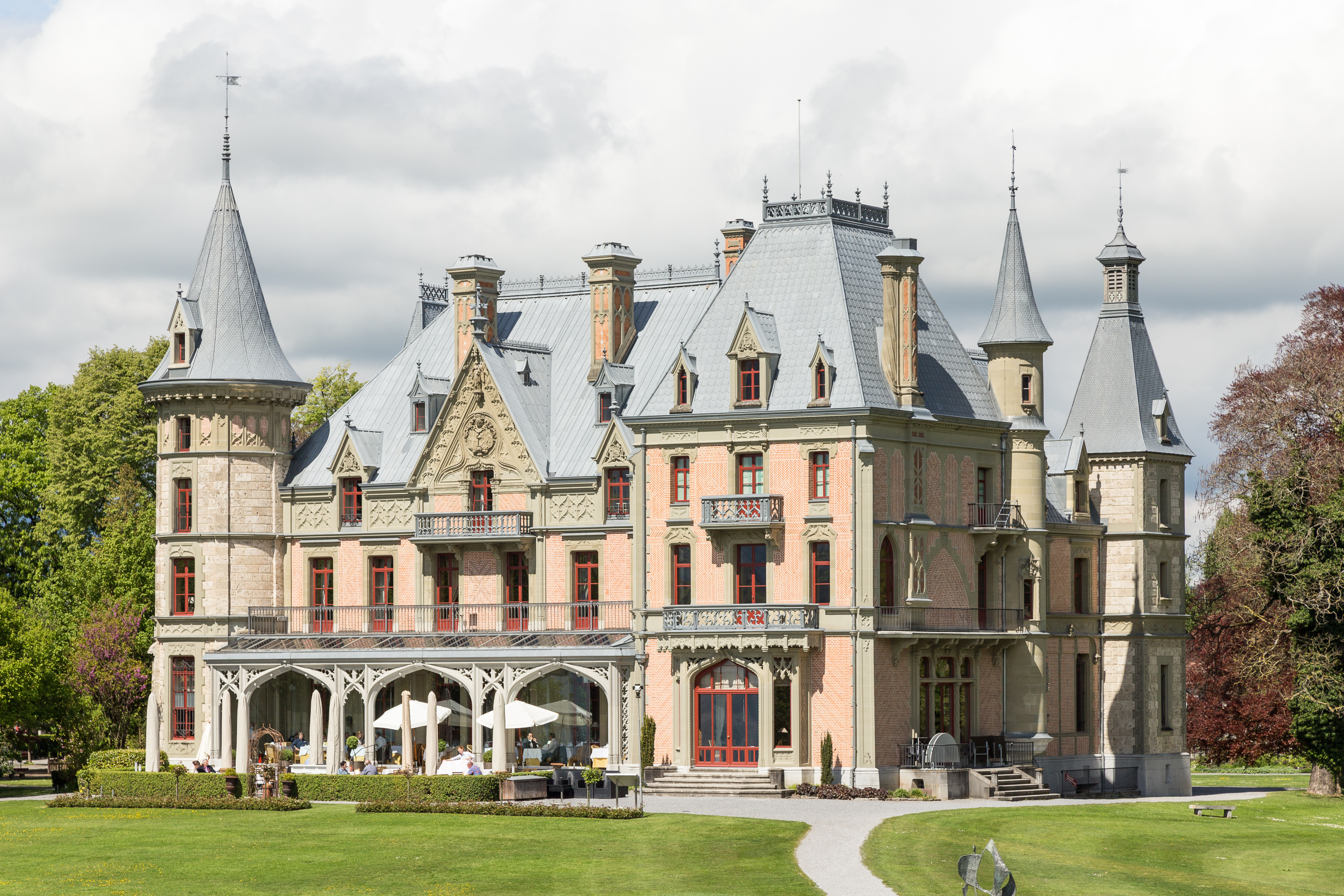
Château de Schadau (1846-1852).

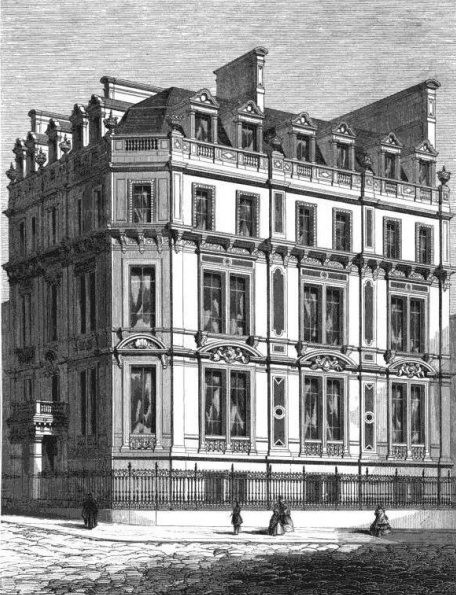
Hôtel Hope, Londres (1848-1850).

- Château de Schadau à Thoune, en collaboration avec James-Victor Colin (1846-1852)[12].
- Hôtel Hope à Londres (1848 : projet ; 1849-1851 : construction sous la direction de Thomas Leverton Donaldson)[12].

### Projets
- Projet d'achèvement du Louvre (Salons de 1849 et 1850-1851)[13].
- Projet pour le bâtiment de l'Exposition universelle de 1851 à Hyde Park (concours de 1850)[14].
- Projet pour l'église Saint-Étienne de Mulhouse (Salon de 1852)[15].
- Projet pour l'église Sainte-Élisabeth de Bâle (Salon de 1857)[15].
- Projet d'un nouveau muséum d'histoire naturelle (1858)[6].

### Attributions incertaines
- Magasin, autrefois au no 335 de la rue Saint-Honoré, Paris (1830 ?)[16].
- no 49 de la rue Notre-Dame-de-Lorette, Paris (1847)[16].